# Olena Kissilevska
Olena Kissilevska ( en ucraïnès: Олена Львівна Кисілевськаa; Monastiriska, 24 de març del 1869 - Ottawa, 29 de març del 1956) fou una activista social, periodista i escriptora. Fou senadora (1928-1935) pel partit Unió Nacional Democràtica Ucraïnesa (UNDO) al Senat de Polònia.

## Biografia
Olena nasqué el 24 de març del 1869 a Monastiiska, Regne de Galítsia i Lodomeria de l'Imperi austrohongarés i va morir el 29 de març del 1956 a Ottawa, Ontàrio, al Canadà.
Nasqué en el si de la família d'un sacerdot de l'Església grecocatòlica ucraïnesa, Lev Simenovich. Va passar la infantesa al poble de Filvarky (actualment Pidhorodne). Després de la mort del seu pare, el 1884 entrà en l'escola Vidilov de Stanislaviv (actualment Ivano-Frankivsk). Participà en el moviment feminista de Galítsia, i s'uní a la Tovarystvo Ruskij Zhinok (Associació de Dones Ucraïneses), fundada el 1884 per Natalia Kobrinska.
Olena Kissilevska publicà relats curts i articles sobre educació i drets de les dones en almanacs i revistes el 1910, i a partir del 1912 va dirigir una pàgina feminista en un diari. Durant la Primera Guerra Mundial, formà part del comité d'ajuda a presoners de guerra i ferits del Moviment Internacional de la Creu Roja a Viena (Àustria). Després de la guerra, entrà en l'executiva de la Unió de Dones Ucraïneses de Lviv.
Durant molts anys (1925-1939) edità la revista semestral Zhinocha dolia a Kolomia. Va viatjar per Europa occidental i Amèrica del Nord (1924), participant en el moviment internacional feminista i organitzant associacions de dones ucraïneses. Alguns viatges seus els descrigué en els seus diaris de viatge: Cartes des de la costa de la mar Negra (1939) i Al voltant de la meua terra (1951).

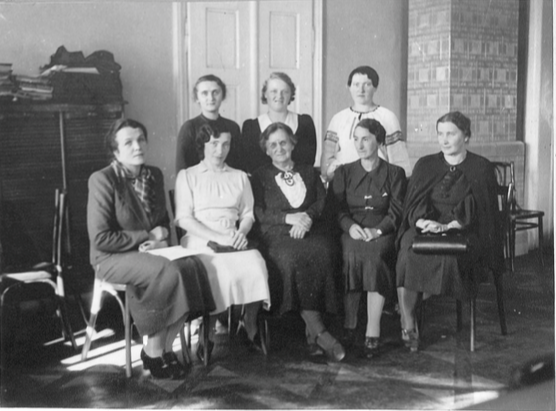
Instructores agrícoles. Dempeus darrere, d'esquerra a dreta: Oksana Duchiminska, Jaritia Kononenko, Maria [...]. Assegudes davant, d'esquerra a dreta: Irena Pavlikovska, Olena Shtogrin (d'Amèrica), Olena Kissilevska, Irena Dombchevska i Olena Stepaniv-Dashkevich

Olena Kissilevska milità en l'Aliança Nacional Democràtica Ucraïnesa i l'elegiren per dues legislatures al Senat polonés (1928-1935). En les reunions del Senat parlà de la violació dels drets dels ucraïnesos, principalment amb la prohibició de l'idioma ucraïnés en les escoles. Va advocar per la necessitat de finançar les escoles ucraïneses amb fons estatals. Va demanar la creació d'escoles professionals per als joves ucraïnesos.
A partir del 1935, dirigí la secció femenina de la societat Silskyi Hospodar de Lviv. Silskyi Hospodar s'havia fundat el 1899 i era l'organització agrícola més important de Galítsia. Altres membres n'eren Irina Pavlikovska, Jarita Kononenko i Irena Dombchevska.
Com a conseqüència de la Segona Guerra Mundial, Olena Kissilevska va viure com desplaçada al nord d'Europa fins que va emigrar al Canadà el 1948 per a reunir-se amb el seu fill Vladímir Kaye-Kysilevsky, historiador, periodista i editor. Aquest mateix any, Olena fou elegida primera presidenta de la Federació Mundial d'Organitzacions de Dones Ucraïneses, càrrec que ocupà fins a la mort. L'organització creà els primers vincles d'organitzacions feministes de la diàspora ucraïnesa. La llista de 1948 era la UNWLA, la Creu d'Or Ucraïnesa, l'Organització Olha Basarab de Dones Ucraïneses del Canadà; la Lliga de Dones Catòliques Ucraïneses del Canadà; l'Associació de Dones Ucraïneses d'Alemanya; l'Organització de Dones Ucraïneses de Gran Bretanya; la Unió de Dones Ucraïneses de Bèlgica; la Soiuz Ukrainok de França; l'Organització de Dones del Brasil; la Soiuz Ukrainok de l'Argentina; la Unió de Dones Ucraïneses de Veneçuela i la Soiuz Ukrainok.
Kissilevska va morir el 29 de març del 1956 a Ottawa, Ontario, Canadà.

## Arxius
- Els arxius personals de Kysilevska (obres d'art, articles, esbossos i memòries) es conserven a la Biblioteca i Arxius del Canadà d'Ottawa: The Olena Kysilevska Collection (1985), publicat per l'Institut Canadenc d'Estudis Ucraïnesos.[2][6]
- La seua obra també es troba en l'Ukrainian Research Institute de Harvard, en els arxius HOLLIS 009497096. La correspondència que s'hi troba "dona llum sobre les activitats editorials d'Olena Kysilevska, presidenta de la Federació Mundial d'Organitzacions de Dones Ucraïneses (1948-1956)".[9]